# Échangeur de Mousserolles
 (juin 2025).
Motif : Pas de sources. Voir Discussion:Échangeur de Shimukappu/Admissibilité.
- Archive Wikiwix
- Bing
- Cairn
- DuckDuckGo
- E. Universalis
- Gallica
- Google
- G. Books
- G. News
- G. Scholar
- Persée
- Qwant
- (zh) Baidu
- (ru) Yandex
- (wd) trouver des œuvres sur Wikidata

| 1. | Préciser le motif de la pose du bandeau. | Précisez le motif de la pose du bandeau en utilisant la syntaxe suivante : {{admissibilité à vérifier\|date=juin 2025\|motif=remplacez ce texte par le motif}}                                 |
| 2. | Informer les utilisateurs concernés.     | Pensez à avertir le créateur de l'article, par exemple, en insérant le code ci-dessous sur sa page de discussion : {{subst:avertissement admissibilité à vérifier\|Échangeur de Mousserolles}} |

L’échangeur de Mousserolles est un échangeur autoroutier entre les autoroutes A63 et l'A64 situé à l'est de Bayonne sur le territoire des communes de Bayonne, de Saint-Pierre-d'Irube et de Mouguerre dans le département des Pyrénées-Atlantiques en région Nouvelle-Aquitaine. 

## Axes concernés
Les axes concernés sont les suivants :
- l'autoroute A63 reliant Bordeaux à Hendaye puis la frontière espagnole ;
- l'autoroute A64, vers Pau et Toulouse ;
- la RD 636 vers Saint-Pierre-d'Irube, Bayonne et Mouguerre ;
- la RD 635 vers Villefranque.